# Studnice (district de Vyškov)
Pour les articles homonymes, voir Studnice.
Studnice (en allemand : Studnitz) est une commune du district de Vyškov, dans la région de Moravie-du-Sud, en République tchèque. Sa population s'élevait à 491 habitants en 2020.

## Géographie
Studnice se trouve à 14 km au nord-est de Vyškov, à 29 km au nord-est de Brno et à 193 km à l'est-sud-est de Prague.
La commune est limitée par Otinoves au nord, par la zone militaire de Březina à l'est, au sud et au sud-ouest, par Krásensko à l'ouest et par Rozstání au nord-ouest.

## Histoire
La première mention écrite du village date de 1342.